# Shopping City Süd

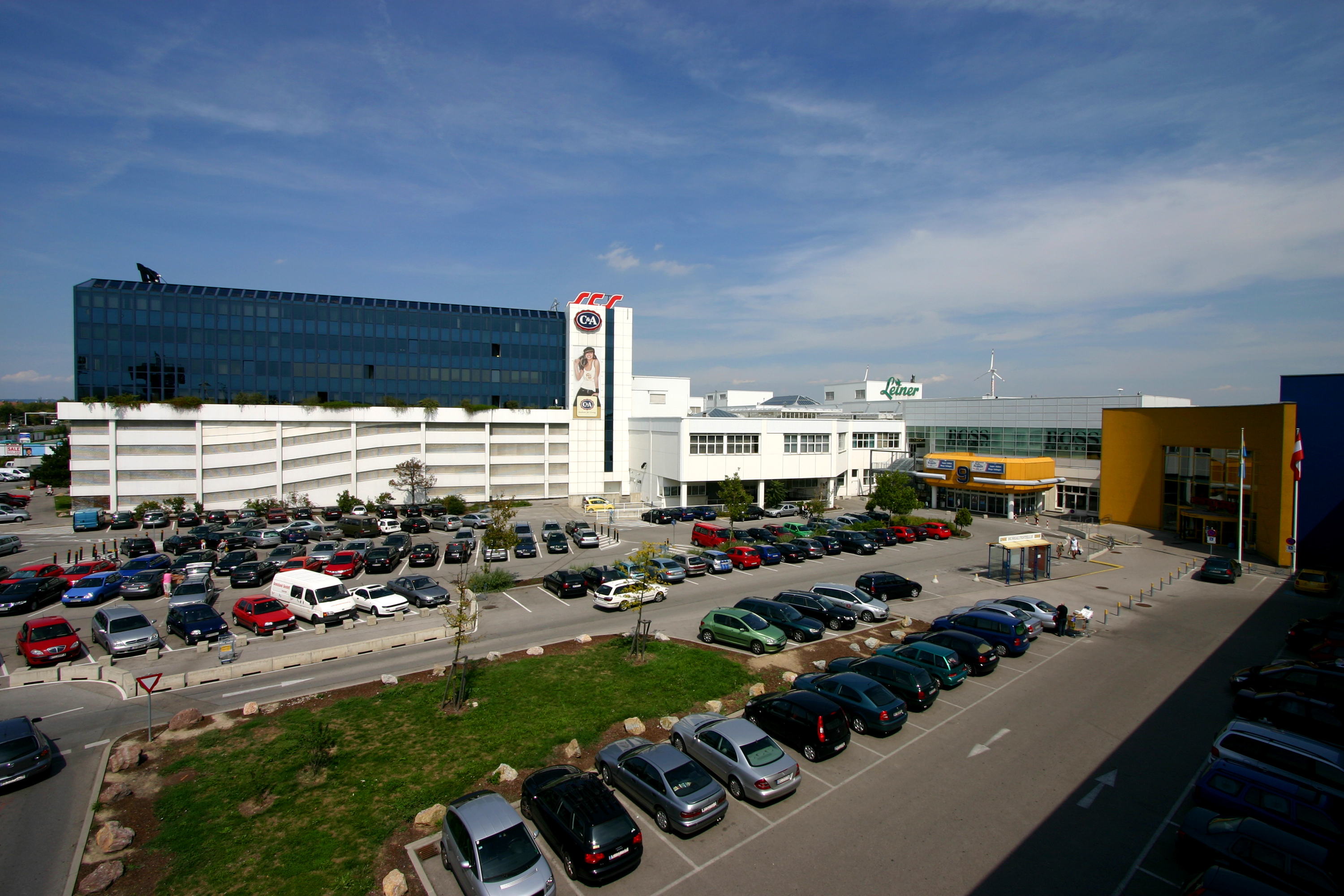
Teil der SCS im Jahr 2007 (links: SCS Bürocenter; rechts: Eingang 9 sowie Eingang zum IKEA)

Die Westfield Shopping City Süd (SCS) ist ein in der Nähe des südlichen Stadtrandes von Wien in Vösendorf (Bezirk Mödling) gelegenes Einkaufszentrum, wobei sich ein Teil auch in Wiener Neudorf befindet. Es wurde 1976 von Hans Dujsik (1924–2003) gegründet.

## Allgemeines
Mit einer Verkaufsfläche von etwa 192.500 m² ist es eines der größten Einkaufszentren Europas und das größte Einkaufszentrum in Österreich. Ob es sich bei der SCS um das größte Einkaufszentrum Europas handelt, ist eine Streitfrage, da gemessen an Besucherzahl, Verkaufserlösen oder Verkaufsfläche mehrere Einkaufszentren diesen Titel für sich beanspruchen.
Die Shopping City Süd umfasst ungefähr 330 Geschäfte mit 4500 Mitarbeitern. Sie wurde beim Bau vorwiegend auf den Autoverkehr ausgerichtet und bietet mehr als 10.000 Parkplätze. Das Einzugsgebiet reicht bis tief nach Ungarn und die Slowakei hinein, so dass an jedem stärkeren Einkaufstag trotz eigener Autobahnanbindung über die Südautobahn (A2) und der direkten Anbindung an die Wiener Neustädter Straße (B17) Verkehrschaos herrscht. Die Versorgung mit öffentlichen Verkehrsmitteln erfolgt vorwiegend durch die Badner Bahn, es existieren aber auch einige Autobuslinien wie etwa eine von Wien aus auswärtigerweise kostenlos zu benutzende Direktverbindung Siebenhirten (U6)–SCS („SCS-Bus“) und die Regionalbus-Linien 207 (Richtung Bahnhof Mödling (S-Bahn) bzw. U-Bahn Siebenhirten (U6) und Bahnhof Wien Liesing (S-Bahn)) sowie 265 (Richtung Bahnhof Mödling (S-Bahn) bzw. Wien Südtiroler Platz (Wien Hauptbahnhof, S-Bahn, U-Bahn U1)). Die Gratisbuslinie Oper–SCS („Ikea-Bus“) wurde eingestellt, seit 2. Oktober 2012 können Inhaber der SCS-Kundenkarte die Badner Bahn von Wien aus ohne eine Fahrkarte für das Teilstück Vösendorf-Siebenhirten–Vösendorf-SCS (Außenzone) benutzen.

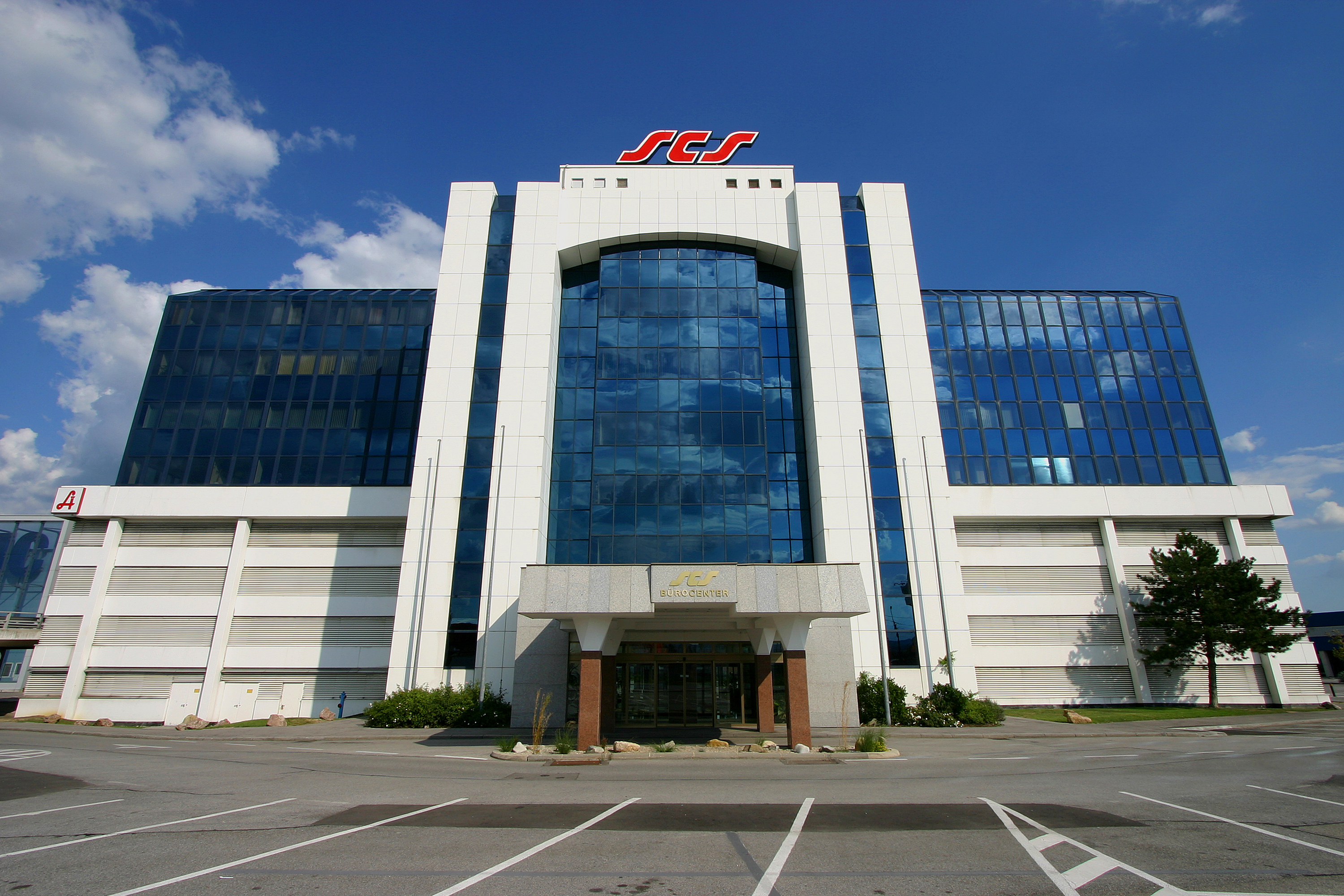
SCS Bürocenter im Jahr 2007

Die Shopping City Süd wurde außerhalb der Wiener Landesgrenzen errichtet, um Kosten zu sparen. Damit fließt viel Kaufkraft aus Wien nach Niederösterreich, woraus sich die zwiespältige Haltung der Wiener Landesregierung gegenüber der SCS erklärt. Deutlich wird dies besonders an der mangelhaften Verkehrsanbindung durch die Wiener „Öffis“: Die SCS liegt außerhalb der „Kernzone Wien“ (Zone 100) im VOR, die den ganzen Wiener Stadtbereich umfasst. Allerdings gibt es immer wieder Forderungen, die Linie U6 bis zur SCS zu verlängern.
Seit 2011 ist die SCS auch Mitglied vom Klimabündnis Österreich und will im Rahmen der Mitgliedschaft seinen CO2-Ausstoß um 5300 Tonnen reduzieren.
Der Name „Shopping City Süd“ wurde im September 2021 zu „Westfield Shopping City Süd“ geändert.

## Eigentümer
Nach dem Tod des Gründers Hans Dujsik wurde die SCS in eine Stiftung überführt. Im Dezember 2007 wurde die SCS an den niederländischen Immobilienkonzern Unibail-Rodamco-Westfield, der auch das Donauzentrum in Wien besitzt, verkauft. Der zunächst geheim gehaltene Kaufpreis dürfte nach Angaben der Österreichischen Textilzeitung 607 Millionen Euro betragen haben. 2021 erwarb Crédit Agricole Assurances, die Versicherungstochter der französischen Bankengruppe Crédit Agricole, 45 % an der SCS.

## Chronik
- 1976: Eröffnung der SCS
- 1977: Eröffnung des ersten IKEA-Möbelhauses in Österreich
- 1988: Erweiterungsbau der SCS
- 1989: Ausbau der Verkehrsanbindungen
- 1994: Eröffnung des Multiplex-Center (auf dem Gemeindegebiet von Wiener Neudorf)
- 1997: Eröffnung eines Autoverkaufsbereichs „Motor-City“
- 2006: Eröffnung eines Abverkaufszentrums „Sale-City-Süd“
- 2008: Übernahme durch Unibail-Rodamco-Westfield
- 2010: Eröffnung des SCS Parks auf dem Gelände der ehemaligen Motorcity und Sale City Süd
- 2012: Beginn des Umbaus der SCS
- 2021: Rebranding in Westfield Shopping City Süd[11]

## Fakten

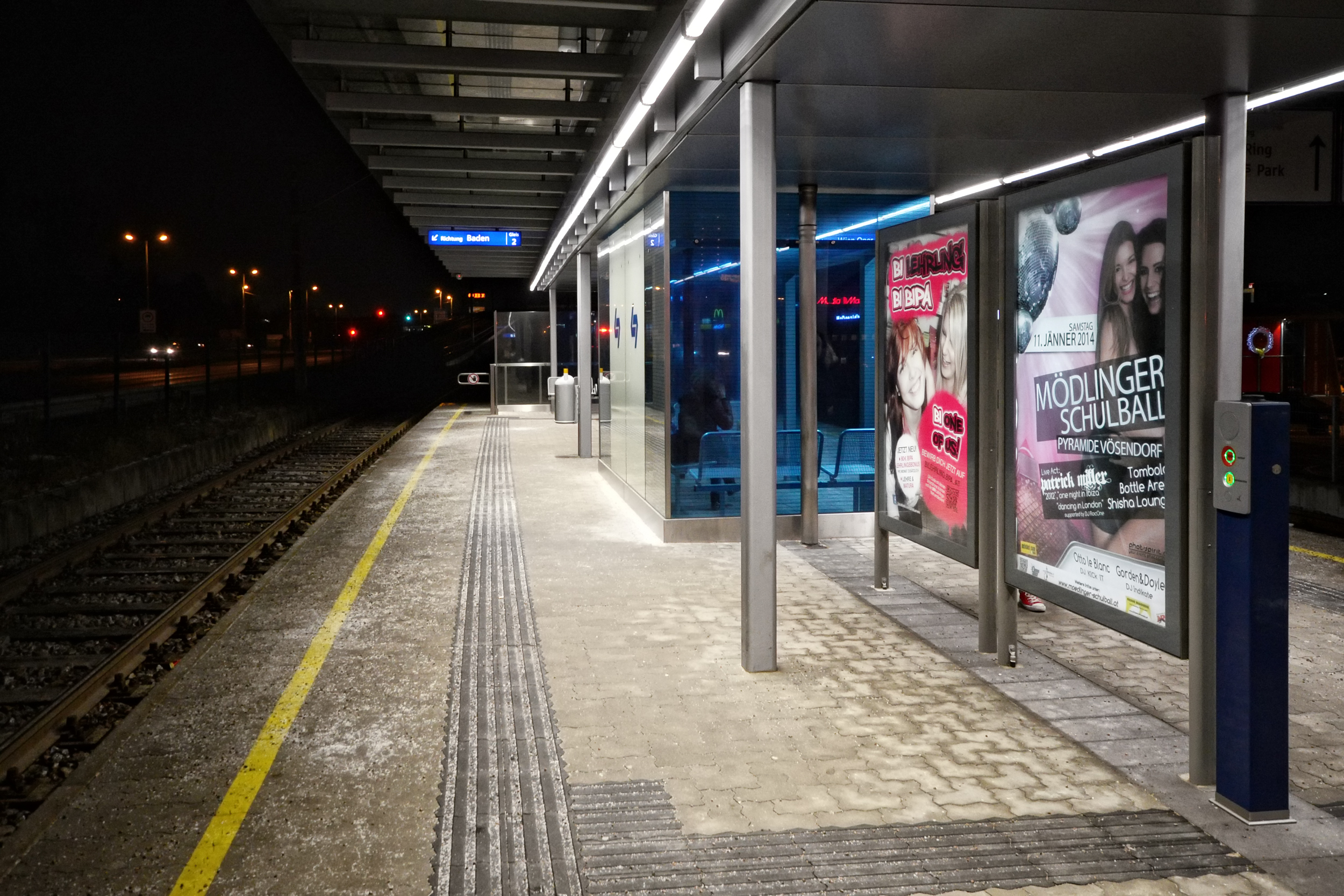
Die Lokalbahnhaltestelle der SCS

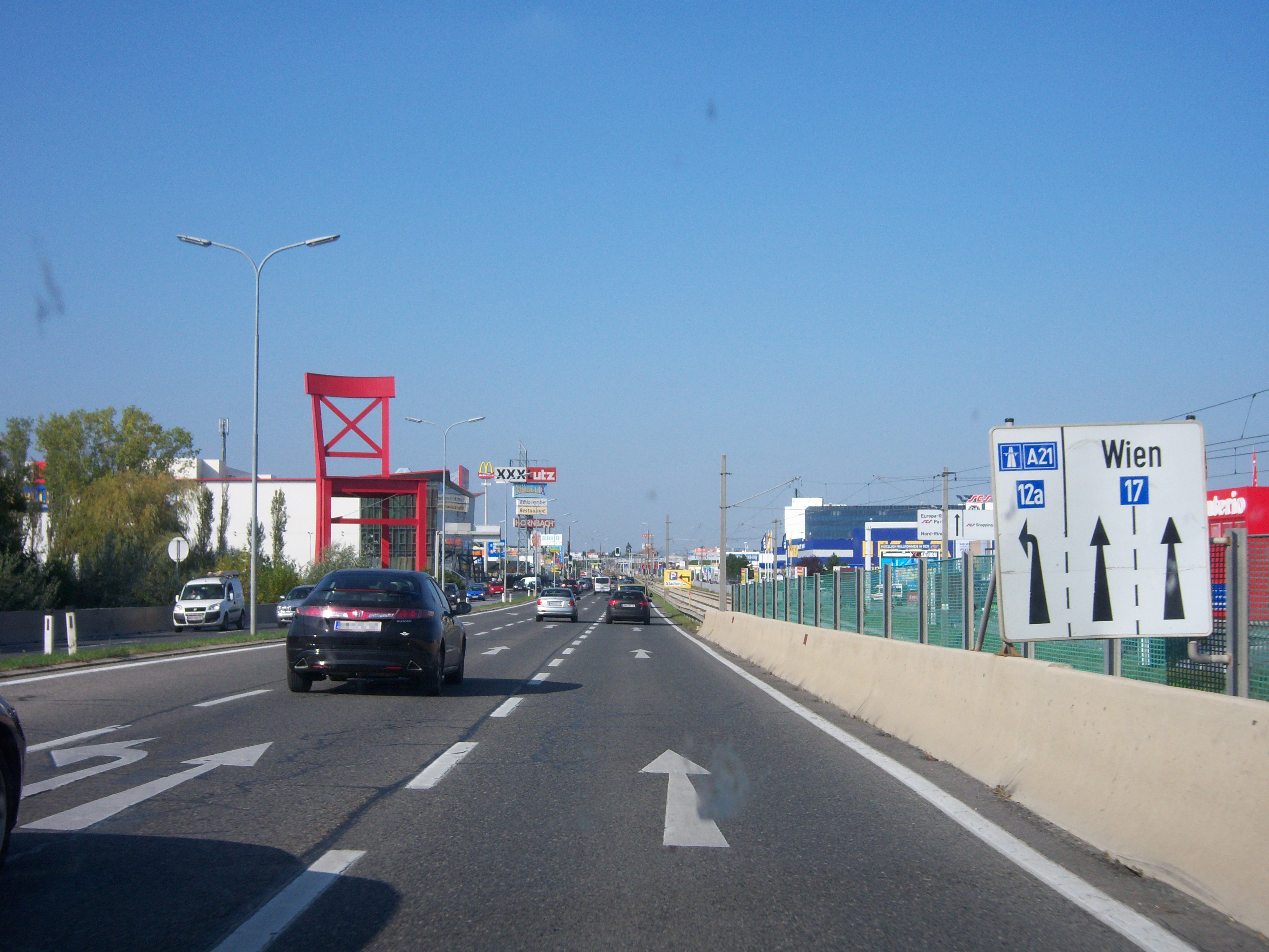
An der B17

- Verkaufsfläche SCS gesamt 192.500 m²[12]
- Auslagenfront: ca. 3 km
- Geschäfte: 330[13]
- Länge SCS von Interspar über Ikea bis Multiplex: 1,6 km (durchgehend begehbar)
- Besucher 2010 (Haupthaus, Multiplex & Areal): ca. 23,7 Millionen[1]
- Beschäftigte 2016 (Haupthaus, Multiplex & Areal): ca. 5.000[13]